# Chứng nhận sinh thái Bắc Âu (Nordic Swan Ecolabel)
Chứng nhận sinh thái Bắc Âu (Nordic Swan Ecolabel) là chứng nhận được dùng cho các sản phẩm thân thiện với môi trường. Chứng nhận này được Hội đồng Bộ trưởng các nước Bắc Âu xây dựng và phê chuẩn vào năm 1989 sau những lo ngại về môi trường trong loạt báo cáo của Liên Hợp Quốc "Our Common Future" vào những năm 1980.
Nordic Swan Ecolabel hiện đang cấp giấy chứng nhận cho 67 nhóm sản phẩm khác nhau, từ xà phòng đển đồ nội thất cho khách sạn. Đây là một chứng nhận uy tín, cung cấp thông tin khách quan để người tiêu dùng có thể lựa chọn sử dụng các sản phẩm thân thiện với môi trường, tiến tới mục tiêu phát triển bền vững như tôn chỉ của khối Bắc Âu.
Để có được chứng nhận này, các sản phẩm phải được tổ chức Nordic Swan Ecolabel xác minh trên nhiều phương diện như: các mẫu gửi tới từ các phòng thí nghiệm độc lập, tham gia các đợt kiểm tra kiểm soát gắt gao về nguồn nguyên liệu, quy trình sản xuất, tái sử dụng. Nhà sản xuất sẽ phải cung cấp và chứng minh bằng một lượng lớn các hồ sơ tài liệu chi tiết về quá trình sản xuất và báo cáo các ảnh hưởng đến môi trường trong dài hạn, để đánh giá tính phù hợp với những quy chuẩn ngặt nghèo được đề ra bởi Hội đồng Bộ trưởng các nước Bắc Âu.
Bên cạnh các yếu tố như đáp ứng yêu cầu cao về bảo vệ môi trường trong tất cả các giai đoạn từ sản xuất đến tiêu dùng… thì sản phẩm phải cam kết có tỉ lệ tái sử dụng cao. Tùy từng nhóm sản phẩm để Nordic Swan Ecolabel đưa ra tỉ lệ tái sử dụng cụ thể, nhưng thông thường sẽ là 50%. Đây là một yếu tố cực kỳ quan trọng vì nó đánh giá chi tiết được mức độ thân thiện của một sản phẩm tới môi trường. 
Những quy chuẩn của Nordic Eco Label cũng là cơ sở để EU xây dựng bộ quy chuẩn cho chứng nhận EU Ecolabe (EU Flower) về sản phẩm thân thiện với môi trường trên quy mô toàn châu Âu.
Nordic Swan Ecolabel được công nhận và có chỉ số tín nhiệm cao tại các thị trường khó tính như Bắc Âu, châu Âu và dần phổ biến ra các thị trường lớn khác như Mỹ, Nhật Bản. Tại Mỹ, lần đầu tiên chứng nhận Nordic Swan Ecolabel được biết tới qua lần đánh giá công nhận của KCK Industries với sản phẩm tã giấy hữu cơ Bambo Nature của tập đoàn Abena Đan Mạch với tỉ lệ tái sử dụng lên tới 95%. Sự thành công của đợt ra mắt này đã gây dựng danh tiếng cho chứng nhận Nordic Swan Ecolabel vượt ra khỏi khu vực Bắc Âu và được công nhận rộng rãi hơn trên toàn thế giới.
Mỗi quốc gia Bắc Âu đều có văn phòng đại diện của Nordic Swan Ecolabel. Các văn phòng này có trách nhiệm liên kết với cơ quan quản lý của quốc gia sở tại để phát triển các tiêu chuẩn, cấp giấy phép cho các sản phẩm thân thiện với môi trường. Đồng thời, các văn phòng đại diện tại mỗi quốc gia cũng phải đảm bảo tuân thủ nghiêm ngặt tiêu chuẩn và quy trình khi cấp chứng nhận thân thiện với môi trường dưới sự cho phép của Nordic Swan Ecolabel.